# Paradiset brinner
Paradiset brinner és una pel·lícula dramàtica del 2023 coescrita i dirigida per Mika Gustafson, en el seu debut com a directora d'un llargmetratge de ficció. S'ha doblat i subtitulat al català.
La pel·lícula es va estrenar a la secció Horitzons del 80è Festival Internacional de Cinema de Venècia, on Gustafson va rebre el premi al millor director.
L'octubre de 2023, la pel·lícula va rebre el premi Sutherland a la millor primera pel·lícula al 67è Festival de Cinema de Londres.